# Canal 33 (El Salvador)
Canal 33 fue un canal de televisión de El Salvador creado el 20 de enero de 1995 por la Universidad Tecnológica de El Salvador tras la clara respuesta a Telecorporación Salvadoreña de ser un rival televisivo de El Salvador.
Debido a una crisis que se enfrentaba a inicios de 2023, el canal cerró transmisiones el 1 de marzo de ese año.

## Historia
Nace el 20 de mayo de 1995 con el objetivo de que Teleprensa, el noticiero más antiguo de El Salvador, tuviera su señal propia, al romper la sociedad con Telecorporación Salvadoreña, después de más de cuarenta años en que dicho espacio informativo era transmitido por Canal 2 de TCS.
La familia Deleón, propietaria de Teleprensa, obtuvo en 1996 la Frecuencia 33, y un año después montó el canal Teleprensa. 
Diferentes problemas llevaron a la familia Deleón a vender en 1998 la mayoría de sus acciones, siendo estas adquiridas por la Universidad Tecnológica y la sociedad Deleón Foto. A partir de este momento, asume la presidencia de la junta directiva del canal el también rector de la Universidad Tecnológica, José Mauricio Loucel.
Con José Mauricio Loucel a la cabeza de la junta directiva y con Narciso Castillo como director general, el canal pasa a denominarse Tecnovisión, y con ello inicia todo un proceso que tiene por finalidad convertir a Canal 33 en un canal con programación para toda la familia, manteniendo la información (Teleprensa) como columna vertebral de la programación.
Desde el 1 de enero de 2023, Canal 33 entró a una crisis económica, lo cual ocasionó unos cambios al día siguiente, incluyendo el despido masivo de empleados, presentadores y periodistas y la cancelación de programas en vivo (incluyendo su noticiero emblemático Teleprensa). Poco tiempo después, según fuentes cercanas, los administradores optaron por vender el canal por una suma de 5 millones de dólares americanos respectivamente.
Sin embargo la compra no se logró concretar, al final el 1 de marzo de 2023 Canal 33 cierra transmisiones de forma definitiva sin previo aviso. Además de ser retirado de los cableoperadores el 20 de abril del mismo año.

## Logotipos

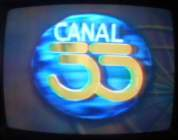
1995-1999
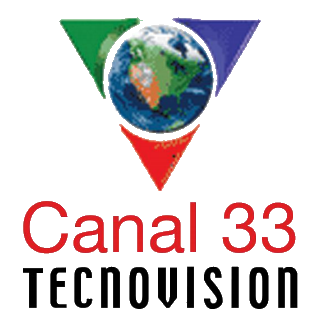
1999-2007
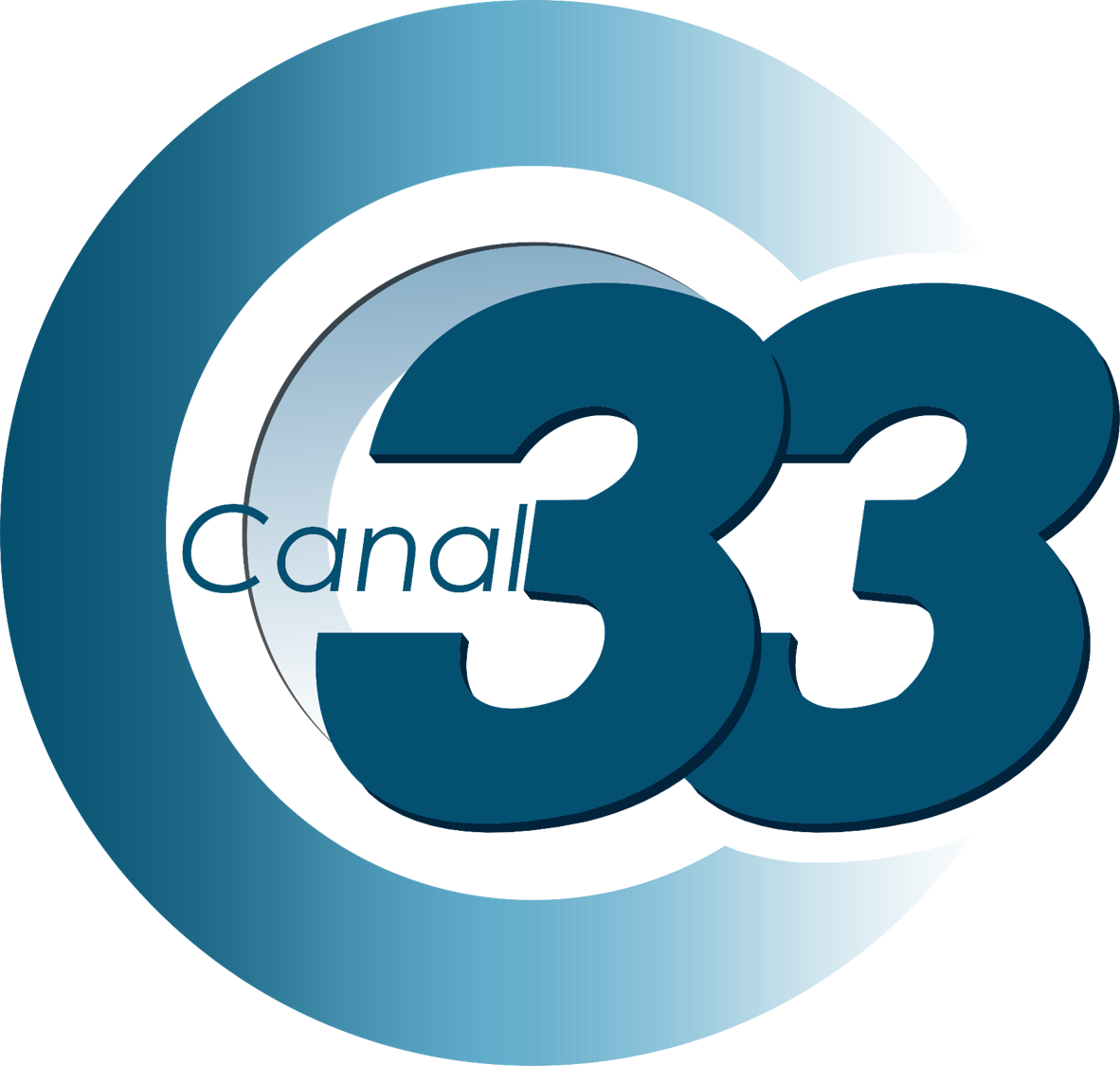
2007-2010
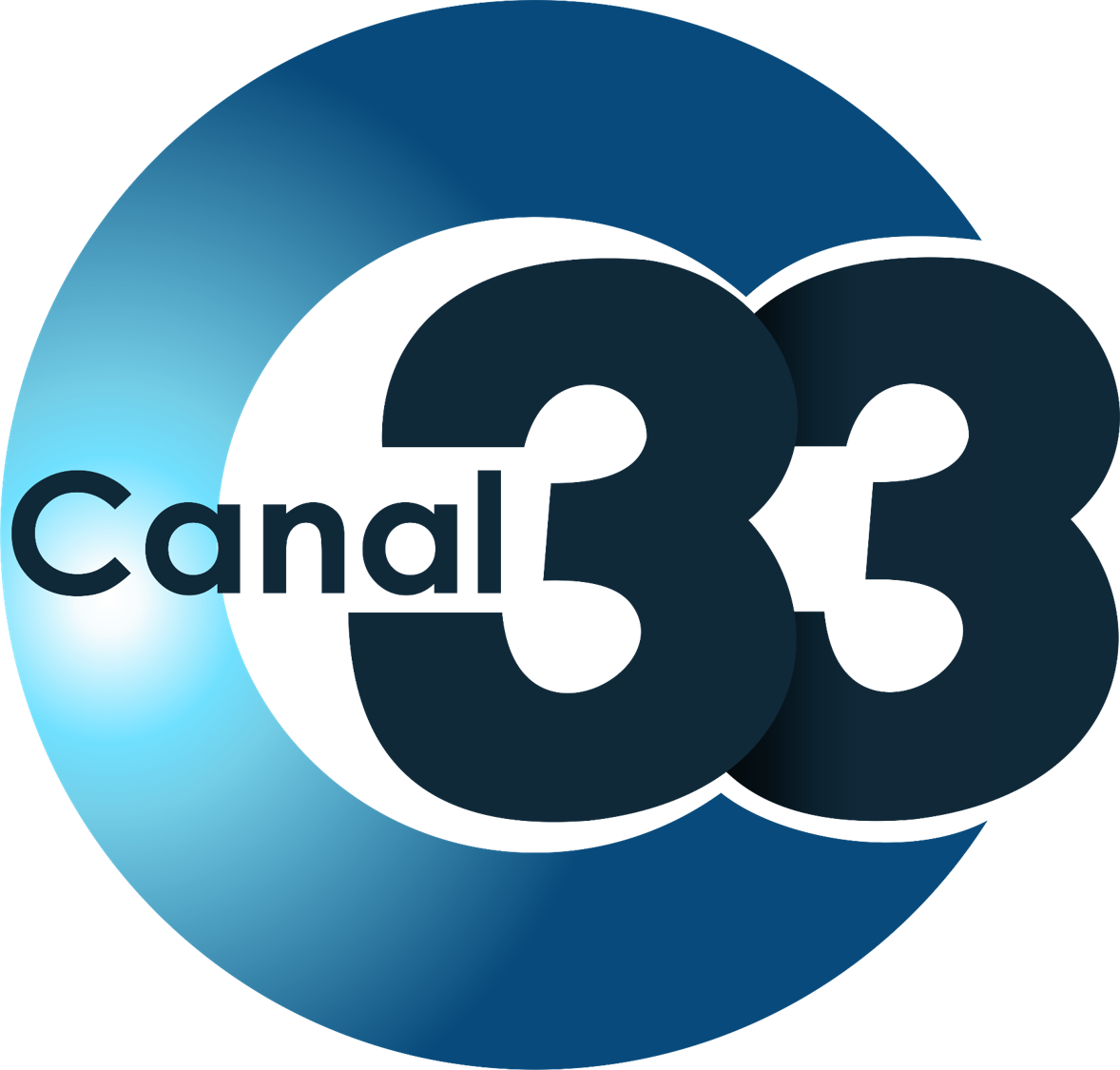
2010-2016
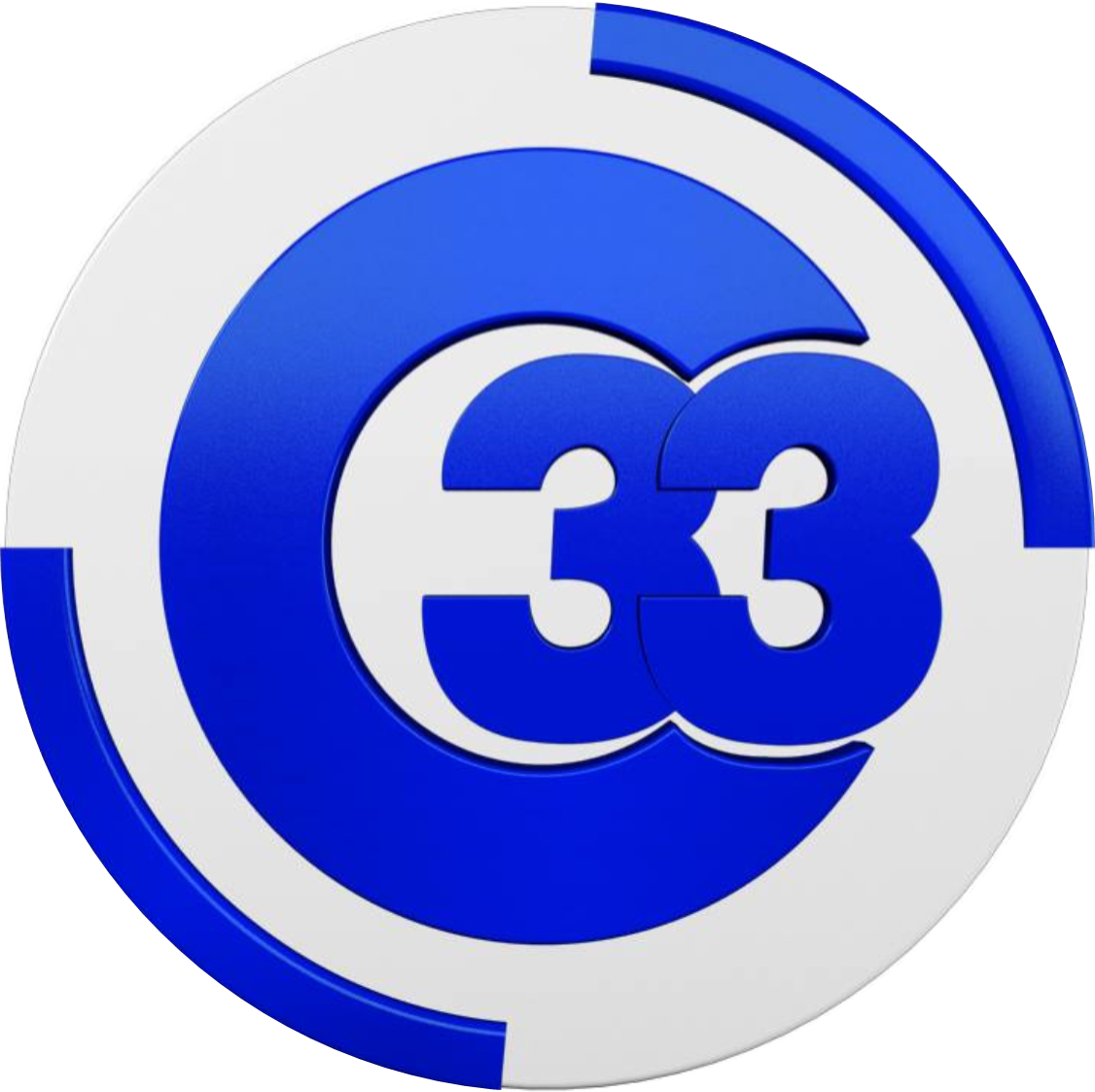
2016-2019
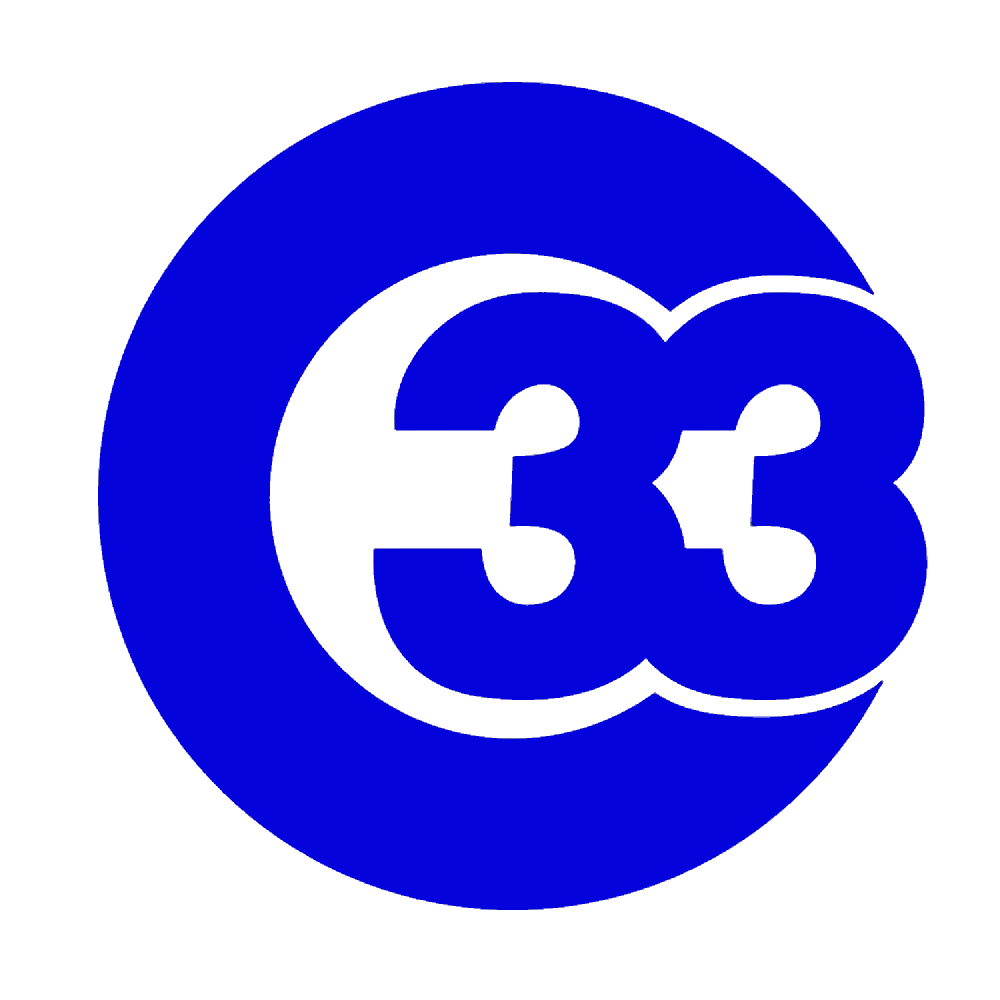
2019-2023